# Legislación sobre el aborto en Estados Unidos por estados
| Ilegal con excepciones Legalmente poco claro o legal pero sin proveedores Legal antes de la actividad cardiaco-celular Legal hasta la semana 12 UPM*. Legal hasta la semana 15 UPM* (1er trimestre) Legal hasta la semana 18 UPM Legal hasta la semana 22 UPM* (5 meses) Legal antes de la viabilidad fetal Legal hasta la semana 24 UPM* (5½ meses) Legal hasta el segundo trimestre Legal en cualquier momento *UPM es el tiempo transcurrido desde el inicio de la última menstruación. |

Situación del aborto electivo en los Estados Unidos
Este mapa codificado por colores ilustra la situación legal actual de los procedimientos de aborto electivo específicos en cada uno de los estados, territorios de EE.UU. y distrito federal. Un borde de color indica una restricción o prohibición más estricta que está bloqueada por una orden judicial o una disposición desencadenante (a 23 de agosto de 2023).

La legalidad del aborto en Estados Unidos y las diversas restricciones impuestas al procedimiento varían significativamente en función de las leyes de cada estado u otra jurisdicción. Algunos estados prohíben el aborto en todas las etapas del embarazo con pocas excepciones, otros lo permiten hasta cierto punto del embarazo de la mujer, mientras que otros permiten el aborto durante todo el embarazo de la mujer. En los estados en los que el aborto es legal, pueden existir varias clases de restricciones al procedimiento, como las leyes de consentimiento o notificación de los padres, los requisitos de que a las pacientes se les muestre una ecografía antes de abortar, los periodos de espera obligatorios y los requisitos de asesoramiento.
De 1973 a 2022, las sentencias del Tribunal Supremo en Roe contra Wade (1973) y Planned Parenthood contra Casey (1992), respectivamente, crearon y mantuvieron la protección federal del derecho de la mujer embarazada a abortar, garantizando que los estados no pudieran prohibir el aborto antes del momento en que un feto puede considerarse viable. Sin embargo, Roe y Casey fueron anulados por el caso Dobbs contra Jackson Women's Health Organization (2022), y ahora los estados pueden imponer cualquier regulación sobre el aborto, siempre que satisfaga la revisión de base racional y no entre en conflicto con la ley federal. Antes de la decisión del Tribunal en el caso Dobbs, muchos estados promulgaron leyes desencadenantes para prohibir el aborto en caso de que Roe fuera revocado. Además, varios estados han promulgado o están en proceso de promulgar leyes de aborto más estrictas después de Dobbs, y algunos han reanudado la aplicación de las leyes vigentes antes de 1973. Aunque ya no se considera que dichas leyes violen la Constitución de Estados Unidos, siguen enfrentándose a algunos desafíos legales en los tribunales estatales.

## Situación jurídica actual en todo el país

Leyes sobre periodos de espera obligatorios en EE.UU.
Sin periodo de espera obligatorio
Ley de periodo de espera actualmente suspendida
Periodo de espera de 18 horas
Periodo de espera de 24 horas
Periodo de espera de 48 horas
Periodo de espera de 72 horas
Sin aborto electivo

Leyes sobre homicidio fetal en los cincuenta estados en 2018. También se aplica a determinados delitos que son competencia del gobierno de Estados Unidos.
Homicidio o asesinato.
Otros delitos contra el feto.
Depende de la edad del feto.
Madre agresora.
No hay ley sobre el feticidio.

Los estados tienen amplia discrecionalidad para prohibir o regular el aborto y la situación jurídica varía considerablemente de un estado a otro. El Tribunal Supremo había eliminado esta discrecionalidad, y creado un derecho federal al aborto, con la sentencia Roe contra Wade de 1973, pero este fallo fue revocado 49 años después por la sentencia del Tribunal Supremo en el caso Dobbs contra Jackson de 2022. Los estados han aprobado leyes para restringir los abortos tardíos, exigir la notificación a los padres en el caso de las menores y obligar a revelar información sobre los riesgos del aborto a las pacientes antes de la intervención. En la actualidad, las asambleas legislativas de 22 estados han declarado su intención de prohibir o restringir aún más las leyes sobre el aborto en todo el país.
El artículo clave deliberado de la Constitución estadounidense es la Decimocuarta Enmienda, que establece que:

Todas las personas nacidas o naturalizadas en los Estados Unidos y sujetas a su jurisdicción son ciudadanos de los Estados Unidos y del Estado en que residan. Ningún Estado promulgará ni hará cumplir ley alguna que restrinja los privilegios o inmunidades de los ciudadanos de los Estados Unidos; ni ningún Estado privará a persona alguna de la vida, la libertad o la propiedad, sin el debido procedimiento legal; ni negará a persona alguna, dentro de su jurisdicción, la igual protección de las leyes.

El informe oficial del Comité Judicial del Senado de EE. UU., emitido en 1983 tras extensas audiencias sobre la Enmienda a la Vida Humana (propuesta por los senadores Orrin Hatch y Thomas Eagleton), afirmaba:

Así, el Comité [Judicial] observa que hoy en día no existen barreras legales significativas de ningún tipo en los Estados Unidos para que una mujer obtenga un aborto por cualquier motivo durante cualquier etapa de su embarazo.

Varios estados limitan los abortos electivos a un número máximo de semanas de embarazo, normalmente antes del momento en que el feto podría sobrevivir si fuera extraído del útero. A efectos comparativos, el niño más pequeño que se cree que ha sobrevivido a un parto prematuro en Estados Unidos fue Curtis Means, nacido el 5 de julio de 2020 en Birmingham (Alabama), con 21 semanas y 1 día de edad gestacional o 148 días, frente a un periodo gestacional posiblemente esperado de 40 semanas, unos 280 días.
En comparación con otros países desarrollados, el procedimiento está más disponible en Estados Unidos en cuanto a la fecha en que puede practicarse legalmente el aborto. Sin embargo, en cuanto a otros aspectos como la financiación gubernamental, la privacidad para los no adultos o el acceso geográfico, algunos estados de EE. UU. son mucho más restrictivos. En la mayoría de los países europeos, el aborto electivo sólo está permitido durante el primer trimestre, y los abortos en fases posteriores del embarazo sólo se permiten por razones específicas (por ejemplo, razones de salud física o mental, riesgo de malformaciones congénitas, si la mujer ha sido violada, etc.). Las razones que puede alegar una mujer que desea abortar después del primer trimestre varían según el país; por ejemplo, algunos países, como Dinamarca, contemplan una amplia gama de razones, incluidas las sociales y económicas.
En Canadá no hay leyes ni restricciones nacionales que regulen el aborto, aunque cada provincia establece sus propias directrices. En Australia, la legislación sobre el aborto varía según el estado/territorio. En muchos países, el aborto ha sido legalizado por los respectivos parlamentos, mientras que en Estados Unidos el aborto fue considerado anteriormente un derecho constitucional por el Tribunal Supremo, aunque esto fue revocado en 2022.
Debido a la división entre la legislación federal y la estatal, el acceso legal al aborto sigue variando en cierta medida de un estado a otro. Sin embargo, la disponibilidad geográfica varía drásticamente: el 87% de los condados de EE. UU. no tienen ningún proveedor de abortos. Además, debido a la Enmienda Hyde, muchos programas sanitarios estatales de los que dependen las mujeres pobres para su atención sanitaria no cubren los abortos; actualmente sólo 17 estados (entre ellos California, Illinois y Nueva York) ofrecen o exigen dicha cobertura.
En 1992, el caso Planned Parenthood contra Casey anuló la fórmula trimestral estricta de Roe, pero volvió a insistir en que el derecho al aborto se fundamenta en el sentido general de libertad e intimidad protegido por la Cláusula del Debido Proceso de la Decimocuarta Enmienda de la Constitución de los Estados Unidos:
| "Si el derecho a la intimidad significa algo, es el derecho del individuo, casado o soltero, a estar libre de intromisiones gubernamentales injustificadas en asuntos que afectan tan fundamentalmente a una persona como la decisión de tener o engendrar un hijo". |

Los avances de la tecnología médica permitieron que un feto pudiera considerarse viable, y por lo tanto tener cierta base de derecho a la vida, a las 22 o 23 semanas, en lugar de a las 28, que era lo más común en el momento en que se decidió Roe. Por este motivo, la antigua fórmula trimestral quedó obsoleta, y el nuevo enfoque se centró en la viabilidad del feto.
Desde 1995, liderados por los republicanos del Congreso, la Cámara de Representantes y el Senado de Estados Unidos se han movilizado en varias ocasiones para aprobar medidas que prohíban el procedimiento de dilatación y extracción intactas, también conocido comúnmente como aborto por parto parcial. Tras varios largos y emotivos debates sobre el tema, dichas medidas se aprobaron en dos ocasiones por amplios márgenes, pero el presidente Bill Clinton vetó esos proyectos de ley en abril de 1996 y octubre de 1997, respectivamente, alegando que no incluían excepciones sanitarias. Los partidarios de la ley en el Congreso argumentaron que una excepción por motivos de salud haría que la ley fuera inaplicable, ya que la decisión del caso Doe contra Bolton definía "salud" en términos vagos, justificando cualquier motivo para obtener un aborto. Los intentos posteriores del Congreso de anular el veto fueron infructuosos. El 2 de octubre de 2003, con una votación de 281-142, la Cámara volvió a aprobar una medida que prohibía el procedimiento, denominada Ley de Prohibición del Aborto Parcial. Con esta legislación, un médico podría enfrentarse a penas de hasta dos años de prisión y a demandas civiles por practicar un aborto de este tipo. La mujer que se someta al procedimiento no podrá ser procesada en virtud de la medida. La medida contiene una exención para permitir el procedimiento si la vida de la mujer está amenazada.
El 21 de octubre de 2003, el Senado de Estados Unidos aprobó el mismo proyecto de ley por 64 votos a favor y 34 en contra, con el apoyo de varios demócratas. La ley fue firmada por el presidente George W. Bush el 5 de noviembre de 2003, pero un juez federal bloqueó su aplicación en varios estados pocas horas después de que se convirtiera en ley pública. El Tribunal Supremo confirmó la prohibición nacional del procedimiento en el caso Gonzales contra Carhart el 18 de abril de 2007. La sentencia, de 5 votos a favor y 4 en contra, afirmó que la Ley de Prohibición del Aborto Parcial no entra en conflicto con decisiones anteriores del Tribunal relativas al aborto. La decisión supuso la primera vez que el tribunal permitía la prohibición de cualquier tipo de aborto desde 1973. Al voto decisivo del juez moderado Anthony Kennedy se sumaron los jueces Antonin Scalia, Clarence Thomas y los dos recién nombrados, Samuel Alito y el presidente del Tribunal Supremo John Roberts. A Gonzales le siguieron los casos Estados Unidos contra Texas y Whole Women's Health contra Jackson, y finalmente fue sustituido por Dobbs contra Jackson.

## Situación legal actual del aborto por estado, territorio o distrito

Estados con leyes desencadenantes o prohibiciones del aborto anteriores a Roe que hicieron ilegal el aborto en el estado tras la anulación de Roe contra Wade
Leyes desencadenantes en vigor
Leyes desencadenantes y leyes previas a Roe en vigor
Leyes pre-Roe en vigor

Tras la sentencia Dobbs, la legislación estatal y las sentencias judiciales determinan la mayoría de los aspectos del acceso al aborto en Estados Unidos. Las siguientes secciones describen la situación actual de la legislación sobre el aborto en los distintos estados y territorios; las referencias a las semanas se refieren al número de semanas transcurridas desde el último periodo menstrual de la embarazada, o UPM, que suele utilizarse como medida del tiempo que lleva embarazada.

### Alabama
El aborto es ilegal en Alabama, con excepciones para preservar la vida o la salud física de la embarazada, o si el feto presenta una anomalía mortal. No hay excepciones en caso de violación o incesto.
Realizar un aborto es un delito grave de clase A con hasta 99 años de prisión, y el intento de aborto es un delito grave de clase C punible con 1 a 10 años de prisión, según una ley aprobada en mayo de 2019.
El fiscal general de Alabama, Steve Marshall, declaró que la legislación de Alabama permitiría al estado procesar a quienes ayudaran a organizar o financiar viajes de ciudadanos de Alabama a otros estados para abortar, aunque el aborto fuera legal en esos estados. En julio de 2023, dos grupos de defensa del aborto interpusieron demandas judiciales para impedir tales procesamientos.

### Alaska
El aborto es legal en Alaska en todas las fases del embarazo.
Sólo los médicos autorizados pueden realizar procedimientos de aborto. Alaska no exige que una menor notifique a sus padres o tutores para poder abortar.

### Arizona
El aborto es legal en Arizona hasta las 15 semanas de embarazo, aunque hay litigios en curso en los tribunales del estado sobre leyes estatales contradictorias.
Las pacientes deben consultar a un médico al menos 24 horas antes de la intervención, y ésta debe ser realizada por un médico autorizado. Las menores de 18 años deben contar con el consentimiento paterno(.
La legislatura del Territorio de Arizona aprobó una prohibición total del aborto en 1864 que fue invalidada por Roe. En 2022 se aprobó en Arizona una ley desencadenante de la prohibición de las 15 semanas. Sin embargo, tras dictarse la sentencia Dobbs ese mismo año, hubo confusión sobre cuál de las dos leyes debía entrar en vigor: El gobernador Doug Ducey apoyó la prohibición de las 15 semanas, mientras que el fiscal general Mark Brnovich sostuvo que debía entrar en vigor la prohibición total más antigua. En diciembre de 2022, un tribunal estatal de apelaciones dictaminó que la ley de 2022 debía tener prioridad, ya que 50 años de normativas posteriores a Roe habían invalidado la ley de 1864, y permitió que se reanudaran los abortos de hasta 15 semanas en el estado. Mientras tanto, las elecciones de 2022 en Arizona dieron como resultado la elección de la gobernadora Katie Hobbs y del fiscal general Kris Mayes, ambos partidarios del derecho al aborto; Mayes se negó a defender ninguna de las dos leyes en el litigio en curso ante el Tribunal Supremo de Arizona, dejando a varios legisladores y grupos provida disputándose la defensa.En agosto de 2023, el Tribunal Supremo del Estado aceptó revisar la sentencia del tribunal inferior.
En julio de 2023, Hobbs emitió una orden ejecutiva despojando a los fiscales locales de su capacidad para presentar demandas sobre la prohibición de las 15 semanas o (si se revive en los tribunales) la prohibición de 1864, y asignando ese poder a Mayes, quien a su vez declaró que no tenía intención de presentar nunca tales demandas.

### Arkansas
El aborto es ilegal en Arkansas, con la excepción de los abortos necesarios para salvar la vida de la mujer embarazada; no hay excepciones en caso de violación, incesto o anomalías fetales mortales.
Los médicos que hayan practicado un aborto se enfrentan a penas de hasta 10 años de prisión y multas de hasta 100.000 dólares.

### California
El aborto es legal en California hasta el punto de viabilidad fetal.
Las enfermeras-parteras y otro personal médico no facultativo con la formación adecuada pueden realizar procedimientos de aborto. Las universidades públicas están obligadas por ley a proporcionar Mifepristona sin coste alguno para los estudiantes. California no exige que una menor notifique a sus padres o tutores para poder abortar. En noviembre de 2022, los votantes de California aprobaron la Proposición 1, que consagra el derecho al aborto y a la anticoncepción en la constitución del estado.

### Carolina del Norte
El aborto es legal en Carolina del Norte hasta las 12 semanas. Se requiere el consentimiento paterno para las menores de 18 años, aunque una menor puede obtener una derivación judicial que anule este requisito de consentimiento.

### Carolina del Sur
El aborto en Carolina del Sur es legal hasta las 6 semanas. Se requiere el consentimiento de los padres para las menores de 17 años.
En enero de 2023, el Tribunal Supremo de Carolina del Sur dictaminó que una prohibición del aborto de 6 semanas que se había aprobado antes de Dobbs como ley desencadenante violaba la constitución del estado.
El 25 de mayo de 2023 entró en vigor una nueva prohibición de 6 semanas. Los legisladores sostienen que la ley es diferente de la anterior prohibición de 6 semanas en formas que abordan las objeciones de la Corte Suprema del Estado; el juez que escribió la opinión en ese caso se ha retirado posteriormente, y el actual conjunto de todos los hombres de los jueces son vistos como potencialmente más favorable a la prohibición. La nueva ley fue impugnada en los tribunales y fue bloqueada indefinidamente hasta que el Tribunal Supremo del Estado restableció la ley el 23 de agosto.

### Colorado
El aborto es legal en Colorado en todas las fases del embarazo. Los padres o tutores legales de las menores deben recibir una notificación antes del procedimiento.
En 2008, Kristine y Michael Burton, de Colorado por la Igualdad de Derechos, propusieron la Enmienda 48 de Colorado, una iniciativa para modificar la definición de persona a "cualquier ser humano desde el momento de la fecundación". El 4 de noviembre de 2008, la iniciativa fue rechazada por el 73,2 por ciento de los votantes.
En abril de 2022, el estado aprobó la Ley de Equidad en Salud Reproductiva, que protege el derecho al aborto y garantiza que "toda persona tiene el derecho fundamental a tomar decisiones sobre su salud reproductiva, incluido el derecho fundamental a usar o rechazar métodos anticonceptivos; toda persona embarazada tiene el derecho fundamental a continuar con el embarazo y dar a luz o abortar y a tomar decisiones sobre cómo ejercer ese derecho; y un óvulo fecundado, embrión o feto no tiene derechos independientes o derivados en virtud de las leyes del estado".

### Connecticut
El aborto es legal en Connecticut hasta el punto de viabilidad fetal, o después si es necesario para preservar la vida o la salud (incluida la salud mental) de la mujer embarazada. Connecticut no exige que una menor notifique a sus padres o tutores para poder abortar.
La ley del aborto de Connecticut de 1821 fue la primera ley conocida aprobada en América para restringir el aborto. Aunque esta ley no prohibía completamente los abortos, imponía mayores restricciones, ya que impedía que las mujeres intentaran o recibieran abortos, que generalmente se realizaban mediante el consumo de veneno, durante los primeros cuatro meses de embarazo.

### Dakota del Norte
El aborto es ilegal en Dakota del Norte, con excepciones para salvar la vida de la persona embarazada o, hasta las 6 semanas de embarazo, en casos de violación o incesto. No hay excepciones en caso de anomalías fetales mortales.
Después de que el Tribunal Supremo anulara el caso Roe contra Wade el 24 de junio de 2022, Dakota del Norte se movilizó para prohibir "casi todos los abortos excepto en caso de violación, incesto o cuando la vida de la madre esté en peligro". La prohibición fue bloqueada temporalmente por un tribunal. Realizar un aborto bajo la prohibición propuesta es un delito grave de clase C, castigado con hasta cinco años de prisión y hasta 10.000 dólares de multa.
Antes de la decisión del caso Dobbs, la única clínica abortista que operaba en Dakota del Norte era la Red River Women's Clinic, situada en Fargo, inmediatamente en la frontera con Minnesota. En vista de la inseguridad jurídica tras la decisión, la clínica se trasladó a Moorhead, Minnesota, justo al otro lado de la frontera estatal.

### Dakota del Sur
El aborto es ilegal en Dakota del Sur, con excepciones para "preservar la vida de la mujer embarazada", según un "criterio médico apropiado y razonable". No hay excepciones por violación o incesto.
La prohibición se había promulgado como ley de inducción en 2005. Según la ley, cualquiera que provoque un aborto es "culpable de un delito grave de clase 6", con un máximo de dos años de prisión y 4.000 dólares de multa.

### Distrito de Columbia
El aborto es legal en el Distrito de Columbia.
En 2004 se derogó una ley anterior que penalizaba el aborto en el Distrito. La consecuencia de esta derogación es que el aborto no está regulado en absoluto en el Distrito durante todo el periodo de embarazo.

### Delaware
El aborto es legal en Delaware hasta el punto de viabilidad fetal. Las menores de 16 años deben notificarlo a sus padres.
El 55% de los adultos afirmaron en una encuesta del Pew Research Center que el aborto debería ser legal en todos o en la mayoría de los casos. En 1900 existían excepciones terapéuticas en la prohibición legislativa estatal del aborto. Las leyes de consentimiento informado estaban en los libros en 2007. A partir del 14 de mayo de 2019, el estado prohibió los abortos después de que el feto fuera viable, generalmente en algún momento entre la semana 24 y 28. Este periodo utiliza una norma definida por el Tribunal Supremo de Estados Unidos en 1973 con la sentencia Roe contra Wade.

### Florida
El aborto es legal hasta las 15 semanas en Florida, aunque se ha aprobado una ley desencadenante que establece la prohibición de las 6 semanas y está a la espera del resultado de un litigio en los tribunales estatales. Se requiere el consentimiento paterno para las menores de 18 años.
Hasta 2022, el aborto en Florida era legal hasta la semana 24 de embarazo. El 56% de los adultos afirmaron en una encuesta del Pew Research Center que el aborto debería ser legal en todos o en la mayoría de los casos. En 1900 estaba en vigor una prohibición del aborto con excepción terapéutica. Dichas leyes entraron en vigor después de que la Asociación Médica Estadounidense intentara penalizar el aborto en 1857. En 2007, el estado contaba con una disposición de consentimiento informado habitual para los abortos. En 2013, la ley estatal de Regulación Específica de los Proveedores de Abortos (Targeted Regulation of Abortion Providers, TRAP) se aplicaba a los abortos inducidos con medicación. En 2011, 2012, 2013, 2014, 2015 y 2016 hubo intentos de prohibir el aborto.
Existe una cláusula de privacidad en la Constitución de Florida, y el Tribunal Supremo de Florida dictaminó en 1989 que protegía el derecho al aborto en el estado. Sin embargo, la composición actual del tribunal se considera más conservadora y muchos observadores creen que la decisión de 1989 será anulada en última instancia; la Legislatura de Florida prohibió el aborto después de las 15 semanas en 2022 y el tribunal se negó a suspender esa ley mientras las impugnaciones a la misma se abren camino a través del sistema legal de Florida. En 2023, la Legislatura de Florida aprobó un "proyecto de ley del latido del corazón" que prohíbe el aborto a las 6 semanas, pero la ley tiene una disposición de activación que impide que entre en vigor a menos que el Tribunal Supremo de Florida falle a favor de la prohibición de las 15 semanas.

### Georgia
El aborto es legal en Georgia hasta las 6 semanas. Se requiere la notificación de los padres para las menores de 18 años.
Georgia aprobó una ley de aborto el 7 de mayo de 2019, que prohíbe los abortos después de que se detecta un latido fetal, generalmente seis semanas después del último período menstrual. La constitucionalidad de la ley fue impugnada por la Unión Americana de Libertades Civiles, Planned Parenthood y el Centro de Derechos Reproductivos. En octubre de 2019, el juez federal que supervisaba el caso bloqueó la aplicación de la prohibición, que iba a entrar en vigor en enero de 2020, afirmando que los demandantes habían demostrado la probabilidad de ganar el caso.
La ley fue restablecida tras la sentencia del caso Dobbs. A partir de 2023, la prohibición de las 6 semanas está siendo impugnada ante los tribunales.

### Guam
El aborto es legal en Guam hasta las 13 semanas; hasta las 26 semanas en caso de violación, incesto o si "el niño pudiera nacer con un grave defecto físico o mental"; o en cualquier momento si un médico puede demostrar "riesgo sustancial de que la continuación del embarazo ponga en peligro la vida de la madre o perjudique gravemente la salud física o mental de la madre".
Sin embargo, no ha habido médicos con sede en Guam que hayan practicado abortos desde que el último proveedor se jubiló en 2016. Los médicos con licencia para ejercer en Guam pero residentes en otro lugar pueden recetar píldoras abortivas a residentes en Guam a través de la telemedicina; a partir de 2023, dos médicos de Hawái lo hacen. En la práctica, esto limita los abortos en el territorio a 11 semanas.
Varias leyes más restrictivas están actualmente bloqueadas por los tribunales federales de Estados Unidos: una ley de 1990 que prohibiría casi todos los abortos, y leyes de 1978 que exigen que los abortos se realicen en una clínica y que las pacientes reciban asesoramiento en persona, que si se permitiera su entrada en vigor harían ilegales las prácticas actuales de telemedicina. En la actualidad, el fiscal general de Guam, Douglas Moylan, está recurriendo las medidas cautelares que bloquean estas leyes. La Asamblea Legislativa de Guam aprobó una prohibición de seis semanas en 2022 que fue vetada por el gobernador Lou Leon Guerrero.

### Hawái
El aborto es legal en Hawái hasta el punto de viabilidad fetal. Hawái no exige que una menor notifique a sus padres o tutores para poder abortar.
A partir de 2017, hay 28 clínicas en Hawái que practican abortos. A partir de enero de 2021, se podrá practicar un aborto después de la viabilidad si la vida o la salud general de la paciente están en peligro.

### Idaho
El aborto es ilegal en Idaho, con excepciones por violación, incesto y para salvar la vida de la mujer embarazada; no hay excepciones por anomalías fetales mortales.

### Illinois
El aborto es legal en Illinois hasta las 24 semanas.
Illinois no requiere que una menor notifique a un padre o tutor para obtener un aborto. A partir de 2017, Illinois tenía 40 instalaciones que pueden realizar abortos. En 2019, la legislatura del estado de Illinois aprobó la Ley de Salud Reproductiva, que derogó todas las restricciones estatales anteriores sobre el aborto y codificó los derechos de aborto y anticoncepción en la ley estatal.

### Indiana
Actualmente, el aborto es ilegal en Indiana, con excepciones en caso de anomalías fetales mortales, para preservar la vida y la salud física de la madre o (antes de las 10 semanas postfertilización) en caso de violación o incesto.

### Iowa
El aborto es legal en Iowa hasta las 20 semanas, a la espera de un litigio en un tribunal estatal sobre una prohibición de 6 semanas aprobada por la legislatura estatal. Se requiere notificación a los padres para las menores de 18 años.
Iowa aprobó una prohibición del "latido del corazón" de seis semanas en 2018 que fue anulada por el Tribunal Supremo de Iowa, que dictaminó que la Constitución de Iowa protege el derecho al aborto. Sin embargo, revocó esa sentencia el 17 de junio de 2022, una semana antes de que el Tribunal Supremo de Estados Unidos emitiera su fallo en el caso Dobbs. El juez Edward Mansfield escribió en la mayoría que "Todo lo que sostenemos hoy es que la Constitución de Iowa no es la fuente de un derecho fundamental al aborto que requiera un estándar de escrutinio estricto de revisión para las regulaciones que afectan ese derecho".
A raíz de esta revocación, la prohibición de 2018 se abrió camino a través del sistema judicial de Iowa de nuevo; en junio de 2023, el Tribunal Supremo de Iowa llegó a un punto muerto 3-3 sobre la ley, con un juez recusándose, lo que significa que un fallo de un tribunal inferior bloqueando la ley permanece permanentemente en vigor. Al mes siguiente, el gobernador de Iowa Kim Reynolds firmó una legislación similar que fue casi inmediatamente bloqueada por un tribunal de distrito en espera de litigio.

### Islas Marianas del Norte
El aborto es ilegal en las Islas Marianas del Norte, y lo era antes de la anulación de Roe.

### Islas Vírgenes de Estados Unidos
El aborto es legal en las Islas Vírgenes de EE. UU. hasta las 24 semanas.
Las residentes en las Islas Vírgenes Británicas viajan a menudo a las Islas Vírgenes estadounidenses para abortar.

### Kansas
El aborto es legal en Kansas hasta las 20 semanas. Se requiere el consentimiento paterno para las menores de 18 años.
Los legisladores de Kansas aprobaron una amplia legislación antiaborto (HB 2253) el 6 de abril de 2013, que dice que la vida comienza en la fecundación, prohíbe el aborto basado en el género y prohíbe a Planned Parenthood impartir educación sexual en las escuelas. En 2015, Kansas se convirtió en el primer estado en prohibir el procedimiento de dilatación y evacuación, un procedimiento habitual de aborto en el segundo trimestre, pero la nueva ley fue posteriormente anulada por el Tribunal de Apelaciones de Kansas en enero de 2016 sin haber entrado nunca en vigor.
En abril de 2019, el Tribunal Supremo de Kansas confirmó la decisión del tribunal inferior y dictaminó que el derecho al aborto es inherente a la Constitución y a la declaración de derechos del estado, de modo que, aunque se anulara el caso Roe contra Wade y se retirara la protección federal del derecho al aborto, este derecho seguiría estando permitido en Kansas, salvo que se modificara la Constitución estatal. Una propuesta de enmienda constitucional que habría anulado esta sentencia fue rechazada de forma contundente por los votantes el 2 de agosto de 2022, seis semanas después de la anulación de Roe en el caso Dobbs contra Jackson Women's Health Organization.

### Kentucky
El aborto es ilegal en Kentucky excepto cuando es necesario para evitar que la paciente muera o para evitar el deterioro permanente de un "órgano que mantiene la vida". No hay excepciones en caso de violación, incesto o anomalías fetales mortales.
Realizar un aborto ilegal es un delito de clase C, con penas de prisión de 5 a 10 años y multas de 1.000 a 10.000 dólares.
La ACLU anunció sus planes de demandar al estado ante los tribunales, alegando que la Constitución del estado reconoce el aborto como un derecho. El 30 de junio de 2022, el juez de circuito del condado de Jefferson Mitch Perry emitió una orden de restricción temporal que bloqueaba la aplicación de la prohibición del aborto del estado, a la espera de nuevas audiencias para determinar si la prohibición viola la Constitución de Kentucky. Esta orden permite temporalmente a los dos proveedores de abortos electivos, ambos ubicados en Louisville, reanudar temporalmente los abortos electivos. Tanto el Tribunal de Apelaciones de Kentucky como el Tribunal Supremo de Kentucky rechazaron una solicitud para disolver la orden de restricción; sin embargo, la ley de activación que prohíbe los abortos fue restablecida el 1 de agosto de 2022.
En noviembre de 2022, los votantes de Kentucky rechazaron una enmienda que habría negado cualquier derecho al aborto en la constitución del estado. El 16 de febrero de 2023, el Tribunal Supremo de Kentucky dictaminó que los proveedores de abortos carecían de legitimación para impugnar la prohibición del aborto en el estado, pero no se explayó sobre si la Constitución de Kentucky garantizaba o no el derecho al aborto.

### Luisiana
El aborto es ilegal en Luisiana salvo en casos de anomalías fetales o cuando se practica para salvar la vida de la embarazada. No hay excepciones en caso de violación o incesto.
En agosto de 2022, el Tribunal Supremo de Luisiana denegó en apelación una demanda interpuesta por Hope Medical Group for Women y Medical Students for Choice contra la prohibición.

### Maine
El aborto es legal en Maine hasta el punto de viabilidad fetal. Maine no exige que una menor notifique a sus padres o tutores para poder abortar.
Médicos, asistentes médicos, enfermeras practicantes y otros proveedores médicos profesionales pueden realizar el procedimiento.

### Maryland
El aborto es legal en Maryland durante todo el embarazo hasta el punto de viabilidad fetal. Las menores de 18 años que no son padres o no están casados legalmente deben notificarlo a sus padres.La legislación de Maryland requiere que programas de asistencia médica con fondos públicos subvencionen servicio de aborción y que los planes de seguros privados que cubren el parto y el nacimiento cubran también los servicios de aborto. Por ello, Maryland es uno de los pocos estados que cubren el aborto a las pacientes que reciben Medicaid.

### Massachusetts
El aborto es legal en Massachusetts hasta las 24 semanas. Se requiere el consentimiento paterno para las menores de 16 años.
En diciembre de 2020, la legislatura del estado de Massachusetts consagró el derecho al aborto en la legislación estatal.

### Míchigan
El aborto es legal en Míchigan hasta el punto de viabilidad fetal. Se requiere el consentimiento de los padres para las menores de 18 años.
Aunque el panorama legal en torno al aborto en Míchigan no estaba claro tras la decisión del caso Dobbs debido a las diversas leyes contradictorias anteriores a Roe que aún estaban en vigor, en noviembre de 2022, los votantes de Míchigan aprobaron una enmienda constitucional estatal para garantizar explícitamente el derecho al aborto, añadiendo el derecho al aborto y a la anticoncepción a la constitución del estado de Míchigan.

### Minnesota
El aborto es legal en Minnesota hasta la viabilidad del feto. Minnesota no exige que una menor notifique a sus padres o tutores para poder abortar.
En enero de 2023, la legislatura del estado de Minnesota aprobó un proyecto de ley que consagra el derecho al aborto y a la anticoncepción en los estatutos de Minnesota. El Tribunal Supremo de Minnesota había dictaminado previamente en 1995 que la Constitución del estado de Minnesota confería el derecho al aborto.

### Misisipi
El aborto es ilegal en Misisipi, con excepciones cuando la vida de la embarazada corre peligro, así como en casos de violación.
El intento de aborto o el aborto consumado se castiga con un máximo de 10 años de prisión.

### Misuri
El aborto en Misuri es ilegal, con excepciones cuando la vida de la embarazada corre grave peligro. No hay excepciones en caso de violación o incesto.
Quienes provoquen un aborto ilegal se enfrentarán a cargos de delito grave con hasta 15 años de prisión. Aunque la ley de Misuri, Sección 188.017, sólo permite a los médicos realizar abortos en casos de emergencia médica, la ley "protege a cualquier mujer que reciba un aborto ilegal de ser procesada por violar la ley". Además, los proveedores que realicen o induzcan un aborto debido a una emergencia médica... tendrán la carga de la persuasión de que la defensa es más probablemente cierta que no". La prohibición casi total de los abortos está siendo impugnada actualmente ante los tribunales.

### Montana
El aborto es legal en Montana hasta el punto de viabilidad fetal, a la espera de que se resuelvan los litigios sobre leyes más restrictivas aprobadas por la legislatura estatal. Se requiere el consentimiento paterno para las menores de 16 años.
En noviembre de 2022, los votantes de Montana rechazaron una medida que habría otorgado a los embriones y fetos el estatus de persona jurídica.
El Tribunal Supremo de Montana dictaminó en 1999 que el aborto era un derecho otorgado por la Constitución del estado. No obstante, recientemente se han aprobado varias iniciativas legislativas con la esperanza de impugnar esa sentencia. La legislatura aprobó una prohibición de 20 semanas en 2021 y otra de 15 semanas en 2023, ambas bloqueadas por el tribunal.

### Nebraska
El aborto es legal en Nebraska hasta las 12 semanas. Se requiere el consentimiento paterno para las menores de 18 años.

### Nevada
El aborto es legal en Nevada hasta las 24 semanas. Nevada no exige que la menor informe a sus padres o tutores para poder abortar 

### Nuevo Hampshire
El aborto es legal en Nuevo Hampshire hasta las 24 semanas. Se requiere el consentimiento paterno para las menores de 18 años.

### Nueva Jersey
El aborto es legal en Nueva Jersey en todas las fases del embarazo. Nueva Jersey no exige que la menor informe a sus padres o tutores para poder abortar.

### Nuevo México
El aborto es legal en Nuevo México en todas las etapas del embarazo. Nuevo México no exige que la menor informe a sus padres o tutores para poder abortar.

### Nueva York
El aborto es legal en Nueva York hasta las 24 semanas. Después de las 24 semanas, el aborto es legal si es necesario para salvar la vida de la embarazada o si el feto no es viable.
Nueva York es conocido en Estados Unidos como un estado santuario reproductivo. Esto significa que el aborto es legal y se considera asistencia sanitaria prestada por el estado. Hay aproximadamente 252 instalaciones en Nueva York que realizan abortos. En 2019 Nueva York codificó las leyes y la protección de los abortos en la ley estatal. La senadora del estado de Nueva York, Alessandra Biaggi, ha propuesto un proyecto de ley que permite la opción de que los contribuyentes de Nueva York contribuyan al fondo de acceso al aborto en sus formularios de impuestos. Esto esencialmente ayuda a crear más acceso al aborto en el estado.

### Ohio
El aborto es legal en Ohio hasta las 22 semanas. Una prohibición del aborto de 6 semanas ha sido bloqueada indefinidamente en los tribunales.
Ohio tiene múltiples capas de leyes que hacen que el aborto sea ilegal, resultado de múltiples leyes aprobadas a lo largo de las décadas. La siguiente lista va de la más estricta a la menos estricta.
ORC 2919.198 entró en vigor en julio de 2019 que hizo ilegal el aborto después de que un "latido del corazón del feto" puede ser detectado, que suele ser entre cinco o seis semanas después del primer día del último período menstrual de la mujer. No se hacen excepciones en caso de violación, incesto o si se determina que el feto tiene síndrome de Down. Sin embargo, se hace una excepción en caso de urgencia médica, definida como "riesgo grave de deterioro sustancial e irreversible de una función corporal importante de la mujer embarazada".
En esta ley se incluye una sección denominada "inmunidad de la mujer embarazada", que anula las penas para las mujeres embarazadas que se sometan a un aborto después de que se haya detectado un "latido cardíaco fetal". Esta exención de penas no se extiende a los médicos o doctores que administren el aborto después de que se haya detectado un latido cardíaco.
Según ORC 2919.17, el aborto no puede realizarse después de la viabilidad, que, según ORC 2919. 16, "significa la etapa de desarrollo de un feto humano en la que, según la determinación de un médico, basada en los hechos particulares del embarazo de una mujer que son conocidos por el médico y a la luz de la tecnología médica y la información razonablemente disponible para el médico, existe una posibilidad realista de mantener y alimentar una vida fuera del útero con o sin apoyo temporal artificial para mantener la vida". La viabilidad tiende a ocurrir en la semana 24 del embarazo.
Según la ORC 2919.201, el aborto no puede practicarse si "la edad probable posterior a la fecundación del feto es de veinte semanas o más". No se contempla la inmunidad en una sección separada similar a la ORC 2919.198.
Un referéndum iniciado por los ciudadanos que busca enmendar la constitución del estado de Ohio para establecer "el derecho al aborto hasta el punto de viabilidad fetal" aparecerá en la boleta electoral el 7 de noviembre de 2023. La cuestión 1, que habría elevado el umbral para el éxito de las iniciativas electorales del 50 al 60 por ciento, fue ampliamente vista como un intento de hacer más difícil que el referéndum de noviembre tuviera éxito, pero fue derrotada por 14 puntos el 8 de agosto de 2023.

### Oklahoma
El aborto es ilegal en Oklahoma a menos que sea necesario para salvar la vida de la persona embarazada. No hay excepciones por violación o incesto.
En 2016, los legisladores del estado de Oklahoma aprobaron un proyecto de ley para penalizar el aborto para los proveedores, con la posibilidad de imponerles hasta tres años de prisión. El 20 de mayo de 2016, la gobernadora Mary Fallin vetó el proyecto antes de que pudiera convertirse en ley, citando su redacción como demasiado vaga para resistir un desafío legal.
El gobernador Kevin Stitt firmó en 2021 tres proyectos de ley que introducían nuevas restricciones al aborto. Un proyecto de ley revocaría la licencia médica a las personas que practiquen abortos, otro prohibiría los abortos si se detecta un latido cardíaco y el tercero exigiría que los médicos ginecólogos-obstetras certificados sean los únicos que puedan practicar abortos).
A partir de 2022, el aborto es actualmente ilegal en la mayoría de los casos en Oklahoma. La prohibición del aborto en Oklahoma entró en vigor el 25 de mayo de 2022, cuando el gobernador Kevin Stitt firmó la ley HB 4327, y los proveedores de aborto han dejado de ofrecer servicios en Oklahoma a partir de esa fecha. La ley HB 4327 sigue el modelo de la ley Heartbeat de Texas y se aplica únicamente a través de demandas civiles interpuestas por ciudadanos particulares, lo que dificulta enormemente que los proveedores de aborto impugnen la constitucionalidad de la ley ante los tribunales.
El 12 de abril de 2022, el gobernador Kevin Stitt promulgó un proyecto de ley que prohibía el aborto indefinidamente, a menos que estuviera en juego la vida de la persona embarazada, sin excepciones en caso de violación e incesto. La pena por practicar un aborto es de dos a cinco años de prisión.

### Oregón
El aborto es legal en Oregón en todas las fases del embarazo.
En 2017 había 20 centros que practicaban abortos en Oregón. A partir de enero de 2021, no hay restricciones importantes sobre el aborto en el estado, incluidos los requisitos de periodo de espera o consentimiento paterno para las menores que deseen abortar.

### Pensilvania
El aborto es legal en Pensilvania hasta las 24 semanas. Se requiere el consentimiento paterno para las menores de 18 años.

### Puerto Rico
El aborto es legal en Puerto Rico en todas las fases del embarazo.

### Rhode Island
El aborto es legal en Rhode Island hasta el punto de viabilidad fetal.
El 71% de los residentes declararon apoyar la aprobación de leyes para proteger el aborto seguro en 2018. Existen restricciones en Rhode Island, como el consentimiento de los padres y la normativa de las clínicas para poder realizarlo.

### Samoa Americana
El aborto es ilegal en la Samoa Americana, y lo era de hecho allí antes de que se anulara Roe.

### Tennessee
El aborto es ilegal en Tennessee, sin excepciones. Una persona acusada del delito de practicar un aborto puede alegar como defensa afirmativa que el aborto se practicó para salvar la vida de la embarazada. Cualquier persona condenada por infringir la ley puede enfrentarse a penas de entre 3 y 15 años de prisión, así como a multas de hasta 10.000 dólares.

### Texas
El aborto es ilegal en Texas, excepto cuando es necesario para salvar la vida de la embarazada.
El caso Roe contra Wade, juzgado en Texas, se sitúa en el centro de años de debate nacional sobre la cuestión del aborto. Henry Wade ejercía entonces como fiscal de distrito del condado de Dallas.
El 29 de agosto de 2014, el juez de distrito estadounidense Lee Yeakel anuló por inconstitucionales dos disposiciones del proyecto de ley general antiaborto de Texas, House Bill 2, que iba a entrar en vigor el 1 de septiembre. La normativa habría cerrado alrededor de una docena de clínicas abortistas, dejando solo ocho lugares en Texas para abortar legalmente, todos ellos situados en grandes ciudades. El juez Lee Yeakel dictaminó que la normativa estatal era inconstitucional y habría supuesto una carga indebida para las mujeres, en particular para las mujeres pobres y rurales que viven en el oeste de Texas y en el Valle del Río Grande. La impugnación legal de la ley llegó finalmente al Tribunal Supremo en el caso Whole Woman's Health contra Hellerstedt (2016) que dictaminó que la ley era inconstitucional, su carga de exigir a los médicos abortistas tener privilegios de admisión en un hospital local dentro de 30 millas del centro de interferir con el derecho de una mujer a un aborto de Roe contra Wade.
En mayo de 2021, los legisladores de Texas aprobaron la Ley del Latido del Corazón de Texas, que prohíbe los abortos tan pronto como pueda detectarse actividad cardíaca, normalmente a las seis semanas de embarazo y a menudo antes de que las mujeres sepan que están embarazadas. Para evitar los tradicionales desafíos constitucionales basados en el caso Roe contra Wade, la ley establece que cualquier empleado o funcionario no gubernamental, exceptuando a los autores sexuales que concibieron al feto, puede demandar a cualquiera que realice o induzca un aborto en violación de la ley, así como a cualquiera que "ayude o instigue la realización o inducción de un aborto, incluido el pago o reembolso de los costes de un aborto a través de un seguro o de otro modo". La demanda puede ser presentada por personas con o sin intereses creados. La ley contiene una excepción para los abortos practicados para salvar la vida de la madre. La ley fue impugnada ante los tribunales, aunque aún no se había celebrado una vista formal completa cuando llegó la fecha de su promulgación, el 1 de septiembre de 2021. Los demandantes solicitaron una orden del Tribunal Supremo de EE. UU. para detener la entrada en vigor de la ley, pero el Tribunal emitió una denegación de la orden a finales del 1 de septiembre de 2021, permitiendo que la ley siguiera en vigor. Aunque no lo firmaron, el presidente del Tribunal Supremo, John Roberts, y el juez Stephen Breyer escribieron opiniones disidentes a las que se unieron las juezas Elena Kagan y Sonia Sotomayor en el sentido de que habrían concedido una medida cautelar sobre la ley hasta una revisión judicial adecuada.
El 9 de septiembre de 2021, el Fiscal General Merrick Garland, el Departamento de Justicia de los Estados Unidos demandó al Estado de Texas por la Ley de Texas basándose en que "la ley no es válida en virtud de la Cláusula de Supremacía y la Decimocuarta Enmienda, está invalidada por la ley federal y viola la doctrina de la inmunidad intergubernamental". Garland señaló además que el Gobierno de los Estados Unidos tiene "la obligación de garantizar que ningún Estado pueda privar a las personas de sus derechos constitucionales". La demanda afirma que Texas promulgó la ley "en abierto desafío a la Constitución". La reparación solicitada al Tribunal de Distrito de EE. UU. en Austin, Texas, incluye una declaración de que la Ley de Texas es inconstitucional, y una orden judicial contra los agentes estatales, así como contra todos y cada uno de los particulares que puedan interponer una demanda SB 8. La demanda fue recibida con controversia, con críticos que citaron preocupaciones sobre la naturaleza politizada de la demanda y las posibles infracciones de los derechos civiles.
Después de que el Tribunal Supremo anulara el caso Roe contra Wade el 24 de junio de 2022, Texas prohibió los abortos excepto cuando la vida de la persona embarazada estuviera en peligro. La realización o el intento de realización de un aborto "será acusado de un delito grave de primer o segundo grado, y estará sujeto a una pena civil de al menos 100.000 dólares" por cada aborto.En Texas, un delito grave de primer grado se castiga con penas de 5 a 99 años de prisión, mientras que un delito grave de segundo grado se castiga con penas de 2 a 20 años de prisión, pudiendo imponerse "multas de hasta 10.000 dólares".
El 7 de marzo de 2023, cinco mujeres que sufrieron graves complicaciones en el embarazo y a las que se les denegó el aborto demandaron al estado de Texas por su prohibición casi total del aborto, afirmando que la prohibición ponía directamente en peligro sus vidas y su salud. El objetivo de la demanda es obligar al estado a emitir una normativa que aclare la cláusula de excepción médica, en lugar de anular por completo la prohibición del aborto en Texas.

### Utah
El aborto es legal en Utah hasta las 18 semanas, a la espera de que se resuelvan en los tribunales estatales los litigios sobre una prohibición casi total aprobada por la legislatura del estado.
Esta prohibición incluye excepciones si la vida de la persona embarazada corre peligro, así como en casos de anomalías fetales letales, anomalías cerebrales graves, violación o incesto. Según la ley, practicar abortos ilegales es un delito grave de segundo grado, castigado con penas de 1 a 15 años de prisión y una multa máxima posible de 10.000 dólares.

### Vermont
El aborto es legal en Vermont en todas las etapas del embarazo.
En noviembre de 2022, los votantes de Vermont votaron a favor de añadir una enmienda sobre el derecho al aborto a la constitución del estado.

### Virginia
El aborto es legal en Virginia hasta las 25 semanas. Algunas limitaciones incluyen que la cobertura del seguro dependa en casos de agresión sexual o enfermedades graves. También se requiere el consentimiento de los padres para las menores en Virginia.
En 2020, el gobernador de Virginia, Ralph Northam, firmó leyes que eliminaron muchas de las restricciones al aborto que habían estado en vigor durante décadas. Virginia se convirtió en el primer estado en codificar nuevas protecciones para el aborto en 2020.

### Washington
El aborto es legal en Washington hasta el momento de la viabilidad fetal.

### Virginia Occidental
El aborto es ilegal en Virginia Occidental, salvo si es necesario para preservar la vida o la salud de la embarazada, si el feto presenta una anomalía mortal o si (hasta las 11 semanas) el embarazo es consecuencia de una violación. La prohibición casi total del aborto está siendo impugnada ante los tribunales.

### Wisconsin
La legalidad del aborto en Wisconsin es actualmente ambigua, por lo que ningún proveedor practica abortos en el estado. Una prohibición total del aborto aprobada en 1849 está siendo impugnada en los tribunales estatales.
En 2013, se aprobó la Ley 37, que exige privilegios de admisión para todos los proveedores de aborto dentro del estado. Los privilegios de admisión permiten a los médicos el derecho a admitir directamente a un paciente en un hospital cercano. Sin embargo, los funcionarios de salud pública y la comunidad médica – incluidos el Colegio Americano de Ginecólogos y Obstetras, la Sociedad Médica de Wisconsin y la Asociación Americana de Salud Pública – se oponen a estos requisitos por considerarlos innecesarios y no estar fundamentados en una práctica basada en pruebas. Estos privilegios no sólo son difíciles de obtener para los médicos abortistas, dada la naturaleza controvertida del aborto, sino que la ley de Wisconsin exigía que los privilegios de admisión se obtuvieran en el plazo de un día tras la aprobación de la ley. Después de que el gobernador Walker firmara la ley, un juez federal de distrito del Distrito Oeste de Wisconsin concedió inmediatamente una medida cautelar, impidiendo su aplicación. Se celebró un juicio y el tribunal impuso una medida cautelar permanente contra la ley, señalando el juez que el cierre de las clínicas era claramente el objetivo de la ley, ya que sólo se concedía un día para que los médicos obtuvieran la conformidad. Además, la sentencia consideró que las complicaciones del aborto "son raras y raramente peligrosas", por lo que parece socavar el argumento de que esta ley es necesaria para la salud y la seguridad de las mujeres.
El caso fue recurrido por el fiscal del estado, pero el Tribunal de Apelaciones del Séptimo Circuito de EE. UU. confirmó la sentencia anterior y la orden judicial permanente. El tribunal de apelaciones declaró, al igual que el juez del tribunal de primera instancia, que el estado no había demostrado ninguna necesidad evidente de esta legislación. El estado volvió a apelar ante el Tribunal Supremo, sin embargo, esta apelación fue rechazada, manteniendo la prohibición permanente de la ley. La decisión del Tribunal Supremo de no admitir a trámite el caso se produjo poco después de la sentencia del caso del estado de Texas, que también afectaba a los privilegios de admisión. La sentencia del Tribunal Supremo en el caso Whole Women's Health contra Hellerstedt consideró que el requisito de privilegios de admisión suponía una carga excesiva para las mujeres y, por tanto, interfería con los derechos establecidos en el caso Roe contra Wade.

### Wyoming
El aborto es legal en Wyoming hasta la viabilidad fetal, a la espera del resultado de un litigio en un tribunal estatal sobre una prohibición casi total aprobada por la legislatura.
La legislación estatal vigente prohíbe el aborto salvo en casos de violación, incesto o daños a la salud de la embarazada, pero los tribunales han bloqueado su aplicación a la espera de una decisión definitiva sobre la constitucionalidad de la ley. Los detractores de la prohibición citan una disposición de la Constitución del estado, aprobada en referéndum en 2012 como parte de la reacción contra la Ley de Asistencia Sanitaria Asequible, que garantiza a los ciudadanos de Wyoming el derecho a tomar sus propias decisiones sanitarias.

## Tabla de estados

### Límites al aborto
El aborto no es legal a petición en ninguna edad gestacional en los estados que aparecen con fondo rosa. Se indican limitaciones adicionales independientemente, ya que la legalidad del aborto puede cambiar.
| State               | Límite gestacional a demanda | Periodo de espera | Ultrasonido obligatorio | Asesoramiento | % de condados sin proveedores (2017) | Notificación parental para menores | Consentimiento parental para menores |
| ------------------- | ---------------------------- | ----------------- | ----------------------- | ------------- | ------------------------------------ | ---------------------------------- | ------------------------------------ |
| Alabama             | Fertilización                | Sí                | Sí                      | Sí            | 59%                                  | No                                 | Uno                                  |
| Alaska              | En cualquier etapa           | Ninguno           | No                      | Sí            | 37%                                  | No                                 | No                                   |
| Arizona             | Viabilidad fetal             | Sí                | 24 hours                | Sí            | 19%                                  | No                                 | Uno                                  |
| Arkansas            | Fertilización                | Sí                | No                      | Sí            | 77%                                  | No                                 | Uno                                  |
| California          | Viabilidad fetal             | Ninguno           | No                      | Ninguno       | 5%                                   | No                                 | No                                   |
| Colorado            | En cualquier etapa           | Ninguno           | No                      | Ninguno       | 27%                                  | Sí                                 | No                                   |
| Connecticut         | Viabilidad fetal             | Ninguno           | No                      | Ninguno       | 5%                                   | No                                 | No                                   |
| Delaware            | Viabilidad fetal             | Ninguno           | No                      | Sí            | 33%                                  | Sí                                 | No                                   |
| Florida             | 15 semanas                   | Ninguno           | Sí                      | Ninguno       | 20%                                  | Sí                                 | Sí                                   |
| Georgia             | 6 weeks                      | Sí                | No                      | Sí            | 58%                                  | Sí                                 | No                                   |
| Hawái               | Viabilidad fetal             | Ninguno           | No                      | Ninguno       | 5%                                   | No                                 | No                                   |
| Idaho               | Fertilización                | Sí                | No                      | Sí            | 68%                                  | No                                 | Uno                                  |
| Illinois            | Viabilidad fetal             | Ninguno           | No                      | Ninguno       | 40%                                  | No                                 | No                                   |
| Indiana             | Fertilización                | Sí                | No                      | Sí            | 66%                                  | No                                 | Uno                                  |
| Iowa                | 20 semanas                   | Ninguno           | No                      | None          | 42%                                  | Sí                                 | No                                   |
| Kansas              | 22 semanas                   | Sí                | Sí                      | Sí            | 56%                                  | No                                 | Uno                                  |
| Kentucky            | Fertilización                | Sí                | Sí                      | Sí            | 74%                                  | No                                 | Uno                                  |
| Luisiana            | Fertilización                | Sí                | 24 hours                | Sí            | 63%                                  | No                                 | Uno                                  |
| Maine               | Viabilidad fetal             | Ninguno           | No                      | Ninguno       | 55%                                  | No                                 | No                                   |
| Maryland            | Viabilidad fetal             | Ninguno           | No                      | Ninguno       | 24%                                  | Sí                                 | No                                   |
| Massachusetts       | 24 semanas                   | Ninguno           | No                      | Sí            | 14%                                  | No                                 | Uno                                  |
| Míchigan            | Viabilidad fetal             | Sí                | No                      | Sí            | 40%                                  | No                                 | Uno                                  |
| Minnesota           | Viabilidad fetal             | No                | No                      | No            | 59%                                  | No                                 | No                                   |
| Misisipi            | Fertilización                | Sí                | Sí                      | Sí            | 91%                                  | No                                 | Ambos                                |
| Misuri              | Viabilidad fetal             | Sí                | No                      | Sí            | 94%                                  | No                                 | Ambos                                |
| Montana             | Viabilidad fetal             | Ninguno           | No                      | None          | 55%                                  | No                                 | Sí                                   |
| Nebraska            | 12 semanas                   | Sí                | No                      | Sí            | 41%                                  | No                                 | Uno                                  |
| Nevada              | 24 semanas                   | Ninguno           | No                      | Ninguno       | 9%                                   | No                                 | No                                   |
| New Hampshire       | 24 semanas                   | Ninguno           | No                      | Ninguno       | 30%                                  | Sí                                 | No                                   |
| Nueva Jersey        | En cualquier etapa           | Ninguno           | No                      | Ninguno       | 23%                                  | No                                 | No                                   |
| Nuevo México        | En cualquier etapa           | Ninguno           | No                      | Ninguno       | 48%                                  | No                                 | No                                   |
| Nueva York          | 24 semanas                   | Ninguno           | No                      | Ninguno       | 10%                                  | No                                 | No                                   |
| Carolina del Norte  | 12 semanas                   | Ninguno           | No                      | Ninguno       | 53%                                  | No                                 | Uno                                  |
| Dakota del Norte    | Viabilidad fetal             | Sí                | No                      | Sí            | 73%                                  | Sí                                 | Ambos                                |
| Ohio                | 22 semanas                   | Sí                | No                      | Sí            | 56%                                  | No                                 | <Uno                                 |
| Oklaho              | Fertilización                | Yes               | No                      | Sí            | 54%                                  | Sí                                 | Uno                                  |
| Oregón              | En cualquier etapa           | Ninguno           | No                      | Ninguno       | 30%                                  | No                                 | No                                   |
| Pensilvania         | 24 semanas                   | Sí                | No                      | Sí            | 48%                                  | No                                 | Uno                                  |
| Rhode Island        | 24 semanas                   | Ninguno           | No                      | Sí            | 36%                                  | No                                 | Uno                                  |
| Carolina del Sur    | 6 semanas                    | Sí                | No                      | Sí            | 71%                                  | No                                 | Uno                                  |
| Dakota del Su       | Fertilización                | Ninguno           | No                      | Ninguno       | 77%                                  | Sí                                 | No                                   |
| Tennessee           | Fertilización                | Ninguno           | No                      | Ninguno       | 63%                                  | No                                 | Uno                                  |
| Texas               | Fertilización                | Sí                | 24 hours                | Sí            | 43%                                  | Sí                                 | Uno                                  |
| Utah                | 18 semanas                   | Sí                | No                      | Sí            | 62%                                  | Sí                                 | Uno                                  |
| Vermont             | En cualquier etapa           | Ninguno           | No                      | Ninguno       | 38%                                  | No                                 | No                                   |
| Virginia            | 25 semanas                   | Sí                | 24 hours                | Sí            | 78%                                  | Sí                                 | Uno                                  |
| Washington          | Viabilidad fetal             | Ninguno           | No                      | Ninguno       | 15%                                  | No                                 | No                                   |
| Virginia Occidental | Fertilización                | Sí                | No                      | Sí            | 90%                                  | Sí                                 | No                                   |
| Wisconsin           | Fertilización                | Sí                | 24 hours                | Sí            | 67%                                  | No                                 | Uno                                  |
| Wyoming             | Viabilidad fetal             | Ninguno           | No                      | Ninguno       | 96%                                  | Sí                                 | Uno                                  |

### Protección del aborto
| Estado              | Acta de libertad | Protección constitucional estatal |
| ------------------- | ---------------- | --------------------------------- |
| Alabama             | No               | No                                |
| Alaska              | No               | Sí                                |
| Arizona             | No               | No                                |
| Arkansas            | No               | No                                |
| California          | Sí               | Sí                                |
| Colorado            | Sí               | No                                |
| Connecticut         | Sí               | No                                |
| Delaware            | Sí               | No                                |
| Florida             | No               | No                                |
| Georgia             | No               | Sí                                |
| Hawái               | Sí               | No                                |
| Idaho               | No               | No                                |
| Illinois            | Sí               | Sí                                |
| Indiana             | No               | No                                |
| Iowa                | No               | No                                |
| Kansas              | No               | Sí                                |
| Kentucky            | No               | No                                |
| Luisiana            | No               | No                                |
| Maine               | Sí               | No                                |
| Marylan             | Sí               | No                                |
| Massachusetts       | No               | Sí                                |
| Míchigan            | No               | Sí                                |
| Minnesota           | Sí               | Sí                                |
| Misisipi            | No               | No                                |
| Misuri              | No               | No                                |
| Montana             | No               | Sí                                |
| Nebraska            | No               | No                                |
| Nevada              | Sí               | No                                |
| New Hampshire       | No               | No                                |
| Nueva Jersey        | No               | Sí                                |
| Nuevo México        | No               | No                                |
| Nueva York          | Sí               | No                                |
| Carolina del Norte  | No               | No                                |
| Dakota del Norte    | No               | No                                |
| Ohio                | No               | No                                |
| Oklahoma            | No               | No                                |
| Oregón              | No               | Sí                                |
| Pensilvania         | No               | No                                |
| Rhode Island        | Sí               | No                                |
| Carolina del Sur    | No               | No                                |
| Dakota del Sur      | No               | No                                |
| Tennessee           | No               | No                                |
| Texas               | No               | No                                |
| Utah                | No               | No                                |
| Vermont             | Sí               | Sí                                |
| Virginia            | No               | No                                |
| Washington          | Sí               | No                                |
| Virginia Occidental | No               | No                                |
| Wisconsin           | No               | No                                |
| Wyoming             | No               | No                                |